# Megumi Takase
Megumi Takase (高瀬 愛実, 10 de novembre de 1990) és una futbolista japonesa.

## Selecció del Japó
Va debutar amb la selecció del Japó el 2010. Va disputar 61 partits amb la selecció del Japó. Ha disputat Copa del Món de 2011 i Jocs Olímpics d'estiu de 2012.

## Estadístiques
| Selecció del Japó | Selecció del Japó | Selecció del Japó |
| Anys              | Partits           | Gols              |
| ----------------- | ----------------- | ----------------- |
| 2010              | 12                | 4                 |
| 2011              | 7                 | 0                 |
| 2012              | 10                | 1                 |
| 2013              | 6                 | 0                 |
| 2014              | 17                | 4                 |
| 2015              | 6                 | 0                 |
| 2016              | 3                 | 0                 |
| Total             | 61                | 9                 |